# گریلی
گریلی (به فرانسوی: Grilly) یک کمون (فرانسه) در فرانسه است که در canton of Gex واقع شده‌است. گریلی ۷٫۵۰ کیلومتر مربع مساحت دارد ۴۷۴ متر بالاتر از سطح دریا واقع شده‌است.